# Сент-Джон, Говард
Говард Сент-Джон (англ. Howard St. John) (9 октября 1905 года — 13 марта 1974 года) — американский актёр театра, кино и телевидения, карьера которого охватила период с середины 1920-х до начала 1970-х годов.
В 1930-40-е годы Сент-Джон сыграл в нескольких успешных бродвейских постановках, после чего начал параллельную карьеру в кино. Среди фильмов с его участием наиболее известны «Рождённая вчера» (1950), «Мужчины» (1950), «Незнакомцы в поезде» (1951), «Беззаконие» (1955), «Один, два, три» (1961) и «Судьба-охотник» (1964).
Одной из наиболее памятных работ Сент-Джона была роль генерала Буллмуза в мюзикле «Крошка Абнер», которую он в 1956-58 годах играл на бродвейской сцене, после чего в 1959 году повторил её в одноимённом кинофильме.

## Ранние годы и театральная карьера
Говард Сент-Джон родился 9 октября 1905 года в Чикаго. В 1920-е годы Сент-Джон начал театральную карьеру, которая с перерывами продолжалась до 1968 года.
В 1925 году актёр дебютировал на Бродвее в спектакле «Ноктюрн», после чего сыграл в таких бродвейских постановках, как музыкальный фарс «Светловолосый грешник» (1926, 173 представления), мелодрама «Пробный брак» (1927), комедия «Бродвейские тени» (1930), оперетта «Очаровательная принцесса» (1930), мелодрама «Быки, медведи и ослы» (1932), драма «Хранитель ключей» (1933), драма «Завтрашний урожай» (1934) и комедия «Триумф» (1935). В 1940-е годы Сент Джон вернулся на Бродвей, сыграв в таких хитовых комедиях, как «Дженни» (1942-44), которая выдержала 642 представления, «Покойный Джордж Эппли» (1944-45, 384 представления), «Роковая слабость» (1946-47, 119 представлений) в театре Guild, где исполнил главную роль в паре с Иной Клер, и «Две слепые мыши» (1949, 157 представлений). Наконец, начиная с 1952 года, Сент Джон сыграл в таких бродвейских постановках, как комедия «Джейн» с Эдной Бест (1952, 100 представлений), комедия «Его и её» (1954), мелодрама «Кто-то ждёт» (1956), хитовая музыкальная комедия «Крошка Абнер» (1956-58, 693 представления), мелодрама «Самое высокое дерево» (1959) в театре Guild в постановке Дора Шари, комедия «Мэри, Мэри» (1961-64, 1572 представления, где с 1962 года он заменял Оскара Нельсона) и драма «Тигр у ворот» (1968).

## Карьера в кино в 1949—1967 годах
В 1949 году Сент-Джон дебютировал в кино, сыграв роль второго плана в фильме нуар «Стойкость» (1949), после чего последовали фильмы нуар «Сыщик» (1949) и «711 Оушен Драйв» (1950), в последнем из которых он исполнил значимую роль лейтенанта полиции, который ведёт борьбу с организованной преступностью в сфере игорного бизнеса.
В 1950 году в комедии «Рождённая вчера» (1950) Сент-Джон сыграл одну из своих лучших ролей, создав выразительный образ нечистого на руку пьющего адвоката, который вместе со своим боссом (Бродерик Кроуфорд) прибывает в Вашингтон для решения вопросов с местными чиновниками. Социально-психологическая драма Фреда Циннемана «Мужчины» (1950) рассказывала о парализованном до пояса ветеране Второй мировой войны (Марлон Брандо), который пытается найти своё место в послевоенной жизни. В этой картине Сент-Джон исполнил роль отца невесты, а затем и любящей жены главного героя.
На следующий год Сент-Джон появился в небольшой роли капитана полиции в криминальном триллере Альфреда Хичкока «Незнакомцы в поезде» (1951). Более значимую роль он исполнил в мелодраме «Прощай, моя причуда» (1951), создав образ реакционного председателя попечительского совета университета, с которым начинает борьбу выпускница университета и член Палаты представителей Конгресса США в исполнении Джоан Кроуфорд. В том же году вышел фильм нуар «Долгая ночь» (1951), в котором у Сент-Джона была значимая роль Эла Джаджа, хромого спортивного журналиста и брата девушки, которая покончила жизнь самоубийством после отказа её многолетнего партнёра Энди выходить за неё замуж. От гнева и отчаяния Эл жестоко избивает Энди, что приводит к ответной мести со стороны его сына Джорджа, который в драке едва не убивает Эла. После выхода картины кинокритик «Нью-Йорк Таймс» Босли Краузер раскритиковал её, назвав историю «самонадеянной и надуманной, без чётких образов или темы», которая «поставлена в вызывающе нарочитом стиле и сыграна профессиональными актёрами так, как будто это упражнение в театральной школе». Что же касается актёрских работ, то «Престон Фостер в роли отца имеет похоронный вид, а Сент-Джон вызывающе дерзок в роли человека, который его избивает».
В середине 1950-х годов в популярной романтической комедии «Три монеты в фонтане» (1954), действие которой происходит в Италии, Сент-Джон предстал в образе босса, который ревностно следит за моральным обликом своих сотрудников. Год спустя он сыграл в ещё одной романтической комедии «Нежная ловушка» (1955) с Фрэнком Синатрой в главной роли.
В фильме нуар «Беззаконие» (1955) Сент-Джон был раздражённым бизнесменом, у которого кассир похитил крупную сумму денег, и который через адвоката (Эдвард Г. Робинсон) урегулирует сложившуюся ситуацию во внесудебном порядке, а затем пытается засудить самого адвоката за то, что тот получил слишком большой гонорар за свои услуги. В нуаре «Я умирал тысячу раз» (1955), который был ремейком популярного фильма «Высокая Сьерра» (1941), Сент-Джон сыграл связанного с бандитами врача, который организует операцию для одной из героинь фильма.
В 1959 году, через три года после успеха бродвейской музыкальной комедии «Крошка Абнер» киностудия Paramount решила сделать фильм практически с тем же актёрским составом, который играл на сцене. В итоге Сент-Джон опять получил роль высокопарного и громогласного генерала Буллмуза, «которая стала одной из лучших его киноработ». Два года спустя Сент-Джон сыграл похожую роль упрямого и ограниченного вице-президента компании «Кока-Кола» в комедии Билли Уайлдера «Один, два, три» (1961). В том же году Сент-Джон появился в романтической комедии «Вернись, моя любовь» (1961) с Роком Хадсоном и Дорис Дэй в главных ролях.
В 1964 году вышел психологический хоррор-триллер «Смирительная рубашка» (1964) с Джоан Кроуфорд в главной роли, где Сент-Джон сыграл фермера, которого убивает соседская девушка, после того, как он отказал ей в браке со своим сыном. В том же году вышла последняя заметная картина с участием Сент-Джона — фильм-катастрофа «Судьба — охотник» (1964).

## Карьера на телевидении в 1948—1972 годах
Как отмечено в биографии актёра на сайте AllMovie, начиная с 1948 года, «Сент-Джон много работал на телевидении». Среди наиболее заметных его ролей — журналист Ллойд Прайор в двух эпизодах недолговечного полицейского сериала «Следователь» (1958) и шумный декан колледжа Льюис Ройал в 26 эпизодах ситкома «Хэнк» (1965-66). Ближе к концу карьеры Сент Джон часто появлялся в качестве ведущего музыкальных скетчей из цикла «Медовый месяц» в Шоу Джеки Глизона (1966).

## Актёрское амплуа и оценка творчества
По мнению газеты «Нью-Йорк Таймс», Сент Джон был «опытным актёром театра, кино и телевидения», которому особенно удавались шумные, напыщенные, неприветливые и порой не чистые на руку персонажи, которые были разного рода магнатами или высокопоставленными военными, подобными генералу Буллмузу в сатирической комедии «Крошка Абнер» (1959) и вице-президенту компании «Кока-Кола» Дж. Дж. Хэзеттайну в «Один, два, три» (1961).

## Смерть
Говард Сент-Джон умер 13 марта 1974 года от инфаркта в своём доме в Нью-Йорке в возрасте 68 лет. У него осталась вдова Луис Болтон.

## Фильмография
| Год       |    | Русское название                             | Оригинальное название           | Роль                                                                |
| --------- | -- | -------------------------------------------- | ------------------------------- | ------------------------------------------------------------------- |
| 1948      | с  | Телетеатр от «Шевроле»                       | The Chevrolet Tele-Theatre      |                                                                     |
| 1948      | с  | Час театра от «Форд»                         | The Ford Theatre Hour           | Джастин Лори                                                        |
| 1949      | ф  | Стойкость                                    | Shockproof                      | Сэм Брукс                                                           |
| 1949      | ф  | Сыщик                                        | The Undercover Man              | Джозеф С. Хоран                                                     |
| 1950      | ф  | Таможенный агент                             | Customs Agent                   | Чарльз Джонсон                                                      |
| 1950      | ф  | 711 Оушен Драйв                              | 711 Ocean Drive                 | лейтенант Пит Райт                                                  |
| 1950      | ф  | Дэвид Хардинг, контрразведчик                | David Harding, Counterspy       | Дэвид Хардинг                                                       |
| 1950      | ф  | Мужчины                                      | The Men                         | отец Эллен                                                          |
| 1950      | ф  | Мистер 880                                   | Mister 880                      | шеф                                                                 |
| 1950      | ф  | Солнце заходит на рассвете                   | The Sun Sets at Dawn            | начальник тюрьмы                                                    |
| 1950      | ф  | Контрразведчик встречается со Скотленд-Ярдом | Counterspy Meets Scotland Yard  | контрразведчик Дэвид Хардинг                                        |
| 1950      | ф  | Рождённая вчера                              | Born Yesterday                  | Джим Дивери                                                         |
| 1951      | ф  | Прощай, моя причуда                          | Goodbye, My Fancy               | Клод Грисволд                                                       |
| 1951      | ф  | Незнакомцы в поезде                          | Strangers on a Train            | капитан полиции Тёрли                                               |
| 1951      | ф  | Субботний герой                              | Saturday's Hero                 | Белфрейдж                                                           |
| 1951      | ф  | Долгая ночь                                  | The Big Night                   | Эл Джадж                                                            |
| 1951      | ф  | Со звёздами на борту                         | Starlift                        | Стив Роджерс                                                        |
| 1951      | ф  | Близко к моему сердцу                        | Close to My Heart               | И.О. Фрост                                                          |
| 1951      | с  | Театр от «Целаниз»                           | Celanese Theatre                | Нэт Миллер                                                          |
| 1951—1955 | с  | Первая студия (4 эпизода)                    | Studio One                      | Герберт/мистер Стин/нефтяной магнат Фордайк                         |
| 1951—1953 | с  | Роберт Монтгомери представляет (2 эпизода)   | Robert Montgomery Presents      |                                                                     |
| 1951      | с  | Пулитцеровский театр                         | Pulitzer Prize Playhouse        |                                                                     |
| 1952      | ф  | Остановись, ты меня убиваешь                 | Stop, You're Killing Me         | комиссар Махони                                                     |
| 1953      | ф  | Три монеты в фонтане                         | Three Coins in the Fountain     | Берджойн                                                            |
| 1953      | с  | Телевизионный театр от Goodyear              | Goodyear Television Playhouse   | Эббот                                                               |
| 1953—1954 | с  | Телевизионный театр от «Филко» (3 эпизода)   | The Philco Television Playhouse | Эббот                                                               |
| 1954      | тф | Лучшая нога вперёд                           | Best Foot Forward               | Дин Речер                                                           |
| 1954      | с  | Час от «Ю.С. Стил» (2 эпизода)               | The United States Steel Hour    | Джим О’Нил/Гарри Поуп                                               |
| 1954      | с  | Главная сцена                                | Centre Stage                    | Мэтью Клэйборн                                                      |
| 1954      | с  | Человек со значком                           | The Man Behind the Badge        | детектив Джон Палмер                                                |
| 1954      | с  | Телевизионный театр от «Крафт»               | Kraft Television Theatre        |                                                                     |
| 1954      | с  | Сеть                                         | The Web (2 эпизода)             |                                                                     |
| 1954—1956 | с  | Правосудие (2 эпизода)                       | Justice                         |                                                                     |
| 1955      | ф  | Беззаконие                                   | Illegal                         | Е.А. Смит                                                           |
| 1955      | ф  | Нежная ловушка                               | The Tender Trap                 | мистер Сэйерс                                                       |
| 1955      | ф  | Я умирал тысячу раз                          | I Died a Thousand Times         | Док Бэнтон                                                          |
| 1955      | с  | Кавалькада Америки                           | Cavalcade of America            | Бенджамин Франклин                                                  |
| 1955      | с  | «Ридерс дайджест» на ТВ                      | TV Reader's Digest              | Кэл Айверсон                                                        |
| 1955      | с  | Видеотеатр от «Люкс»                         | Lux Video Theatre               | судья Огден                                                         |
| 1955—1956 | с  | Час от «Алкоа» (2 эпизода)                   | The Alcoa Hour                  | мистер Прингл / мистер Мэдоуз                                       |
| 1956      | ф  | Мир в моём углу                              | World in My Corner              | Гарри Крэм                                                          |
| 1956      | с  | Театр Зейна Грея                             | Zane Grey Theater               | губернатор                                                          |
| 1956      | с  | Шоу Дины Шор                                 | The Dinah Shore Chevy Show      | Альберт Гэдби                                                       |
| 1956—1959 | с  | Альманах (2 эпизода)                         | Omnibus                         |                                                                     |
| 1958      | тф | Дары волхвов                                 | The Gift of the Magi            | мистер Шпигель                                                      |
| 1958      | с  | Следователь                                  | The Investigator                | Ллойд Прайор                                                        |
| 1958      | с  | Шоу Фила Силверса                            | The Phil Silvers Show           | генерал Бертрам Уитни                                               |
| 1959—1961 | с  | Наше американское наследие (4 эпизода)       | Our American Heritage           | генерал Джордж Вашингтон/сенатор Томас Харт Бентон/Джордж Вашингтон |
| 1959      | ф  | Крошка Абнер                                 | Li'l Abner                      | генерал Буллмуз                                                     |
| 1960      | с  | Островитяне                                  | The Islanders                   | Джон Марстон                                                        |
| 1961      | ф  | Ла Файетт                                    | La Fayette                      | Джордж Вашингтон                                                    |
| 1961      | ф  | Убежище                                      | Sanctuary                       | губернатор Дрейк                                                    |
| 1961      | ф  | Этюд в тонах страха                          | Cry for Happy                   | вице-адмирал Джунус Б. Беннетт                                      |
| 1961      | ф  | Один, два, три                               | One, Two, Three                 | Уенделл П. Хезлтайн                                                 |
| 1961      | ф  | Вернись, моя любовь                          | Lover Come Back                 | мистер Джон Брэкетт                                                 |
| 1962      | ф  | Мэдисон-авеню                                | Madison Avenue                  | Дж.Д. Джослин                                                       |
| 1962      | с  | Шоу недели от «Дюпон» (2 эпизода)            | The DuPont Show of the Week     | мэр                                                                 |
| 1962—1964 | с  | Защитники (3 эпизода)                        | The Defenders                   | Джадсон Кайл/Чарльз Гуд /Джеймс Стэнхоуп                            |
| 1963      | тф | Патриоты                                     | The Patriots                    | Джордж Вашингтон                                                    |
| 1964      | ф  | Смирительная рубашка                         | Strait-Jacket                   | Рэймонд Филдс                                                       |
| 1964      | ф  | Быстрее, пока не растаяло                    | Quick Before It Melts           | Харви Т. Свейгерт                                                   |
| 1964      | ф  | Судьба-охотник                               | Fate Is the Hunter              | Марк Хатчинс                                                        |
| 1964      | ф  | Секс и одинокая девушка                      | Sex and the Single Girl         | Рэндалл                                                             |
| 1964      | с  | Мистер Бродвей                               | Mr. Broadway                    | Хаген                                                               |
| 1964      | с  | Репортёр                                     | Reporter                        |                                                                     |
| 1964      | с  | Летний театр                                 | Summer Playhouse                | дядя Говард                                                         |
| 1965      | ф  | Странные супруги                             | Strange Bedfellows              | Джулиус Л. Стивенс                                                  |
| 1965      | с  | Профили отваги                               | Profiles of Courage             | Хинричсен                                                           |
| 1965—1966 | с  | Хэнк (26 эпизодов)                           | Hank                            | декан Льюис Ройал                                                   |
| 1966—1967 | с  | Шоу Джекки Глизона (4 эпизода)               | The Jackie Gleason Show         | психиатр/Бёртон Дж. Уивер/Роберт Мастерсон                          |
| 1967      | ф  | Отстранение                                  | Banning                         | Дж. Пэллистер Янг                                                   |
| 1967      | ф  | Бесподобный                                  | Matchless                       | генерал Шапиро                                                      |
| 1967      | ф  | Не пейте эту воду                            | Don't Drink the Water           | посол Мэйджи                                                        |
| 1972      | с  | Бар на углу                                  | The Corner Bar                  | конгрессмен Бимсток                                                 |